# Клір-Лейк (Міннесота)
Клір-Лейк (англ. Clear Lake) — місто (англ. city) в США, в окрузі Шерберн штату Міннесота. Населення — 641 особа (2020).

## Географія
Клір-Лейк розташований за координатами 45°27′0″ пн. ш. 94°0′8″ зх. д. / 45.45000° пн. ш. 94.00222° зх. д. (45.449863, -94.002099).  За даними Бюро перепису населення США в 2010 році місто мало площу 2,80 км², з яких 2,66 км² — суходіл та 0,13 км² — водойми.

## Демографія
Згідно з переписом 2010 року, у місті мешкало 545 осіб у 205 домогосподарствах у складі 151 родини. Густота населення становила 195 осіб/км².  Було 222 помешкання (79/км²).
Расовий склад населення:
| - 98,3 % — білих - 0,4 % — корінних американців - 0,2 % — азіатів |

До двох чи більше рас належало 0,9 %. Частка іспаномовних становила 0,2 % від усіх жителів.
За віковим діапазоном населення розподілялося таким чином: 30,3 % — особи молодші 18 років, 61,3 % — особи у віці 18—64 років, 8,4 % — особи у віці 65 років та старші. Медіана віку мешканця становила 31,1 року. На 100 осіб жіночої статі у місті припадало 96,0 чоловіків;  на 100 жінок у віці від 18 років та старших — 94,9 чоловіків також старших 18 років.
Середній дохід на одне домашнє господарство  становив 82 490 доларів США (медіана — 77 222), а середній дохід на одну сім'ю — 89 168 доларів (медіана — 81 458). За межею бідності перебувало 8,7 % осіб, у тому числі 15,5 % дітей у віці до 18 років та 2,0 % осіб у віці 65 років та старших.
Цивільне працевлаштоване населення становило 266 осіб. Основні галузі зайнятості: освіта, охорона здоров'я та соціальна допомога — 18,8 %, виробництво — 18,0 %, роздрібна торгівля — 15,8 %.